# ARJ
ARJ је алат за руковање са архивама компримованих фајлова а измислио га је Роберт К. Јунг. ARJ је скраћеница од Archived by Robert Jung, што значи Архивирано од стране Роберта Јунга.
ARJ је био један од два водећа архивера за време раних и средњих 90-их а његова компресија је била нешто боља него код PKZIP 1.02. Но, данас је већ годово потпуно ван употребе. Неки његови делови се налазе под  патентом 5,140,321 Архивирано на веб-сајту  (1. децембар 2017).